# Prince of the Poverty Line
Prince of the Poverty Line è il quarto album in studio del gruppo folk metal britannico Skyclad, pubblicato nel 1994.

## Tracce
1. Civil War Dance – 5:03
2. Cardboard City – 5:05
3. Sins of Emission – 3:33
4. Land of the Rising Slum – 4:28
5. The One Piece Puzzle – 5:52
6. A Bellyful of Emptiness – 4:57
7. A Dog in the Manger – 6:10
8. Gammadion Seed – 5:26
9. Womb of the Worm – 6:56
10. The Truth Famine – 4:30
11. Brothers Beneath the Skin (bonus track)